# 尼日利亚经济
尼日利亚的石油和天然气资源十分丰富，也是該國經濟的主要活動，探明石油储量在世界排第9位。在2006年，尼日利亞的国内生产总值（國際汇率）達238,920，居非洲第二，僅次於南非（408,074）。
该国也有在非洲相對发达的金融服务，有本地和国外的银行、资产管理公司、证券经纪公司、保险公司和经纪人、私募股权投资基金以及投资银行等。但大多数经济活动集中在4个主要城市：拉各斯、卡杜那、哈科特港和阿布贾。除了这3个经济中心，其他地区的发展正被边缘化。

## 概觀
自1970年代以来，石油出口逐渐成为该国最主要的经济来源。目前，尼日利亚是石油输出国组织成员，是世界第12大产油国和第5大石油出口国，石油出口收入占出口总收入的98％，占国家总收入的83％。在上世纪70年代的石油繁荣时期，尼日利亚为基础设施建设投资募集资金而积累了外债。在80年代的石油危机中，油价下跌，尼日利亚努力偿还其外债但最终还是拖欠了其主要债务的款项，也限定了贷款利息部分的偿还。欠款和惩罚性利息累积在未支付的本金上，进一步扩大了债务的规模。
然而，在尼日利亚当局与债权国谈判之后，2005年10月尼日利亚与巴黎俱乐部的债权人达成了协议，尼日利亚以大约60%的折扣重新买回他的债务。并用它的部分石油收益支付剩余的40%，每年拿出至少11.5亿美元用于减少贫困项目。尼日利亚在2006年4月创造了历史：它成为第一个全部偿还完巴黎俱乐部贷款的非洲国家（估计有300亿美元）
目前美国、法国、英国等国家为其主要石油贸易伙伴。2006年1月9日，中国公司中海油以22.68亿美元的价格收购尼日利亚130号海上石油开采许可证（OML130）的45％的工作权益，中国将成为另一个该国重要石油贸易伙伴。根据英国经济学人智库和世界银行的统计，尼日利亚的GDP按购买力平价算自2005年的1707亿美元到2007年的2926亿美元，几乎翻了1倍。有很多还未被大规模开发的矿物资源，包括天然气、煤、矾土、钽铁矿、黄金、铁矿石、石灰石、锡、铌、石墨和锌。尽管这些自然资源有很大的储量，但该国的采掘工业还处于初级阶段。
尼日利亚被归类为新兴市场，并且正迅速接近中等收入国家的标准，该国有丰富的资源，以及发展良好的金融、法律、通讯和交通行业，还有非洲第2大的证券交易所（尼日利亚证券交易所）。按购买力平价计算2007年尼日利亚的GDP排在世界的第37位。尼日利亚是美国在撒哈拉以南非洲国家中最大的贸易伙伴，提供给美国的石油量位于所有国家中的第5位（11%的石油进口）。它也是在世界范围内与美国贸易的第7大顺差国。尼日利亚现在是美国的第50大商品出口市场，是美国的第14大进口商品来源国。美国是该国最大的外国投资者。
尼日利亚的通讯市场是世界上发展最快的市场之一，主要新兴市场电信运营商（如MTN、Etisalat、Zain和Globacom）都在该国最大和最具利润的中心地区开展了业务。政府最近也开始发展卫星通讯服务。尼日利亚有颗宇宙卫星，由总部为于阿布贾的尼日利亚国家空间研究与发展局监控运行。

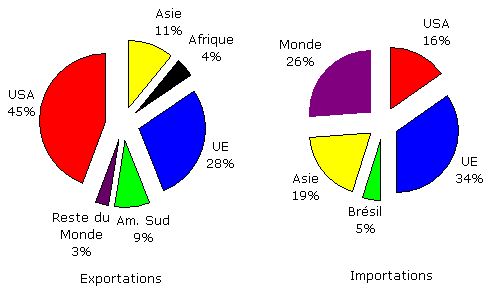
尼日利亚主要贸易伙伴
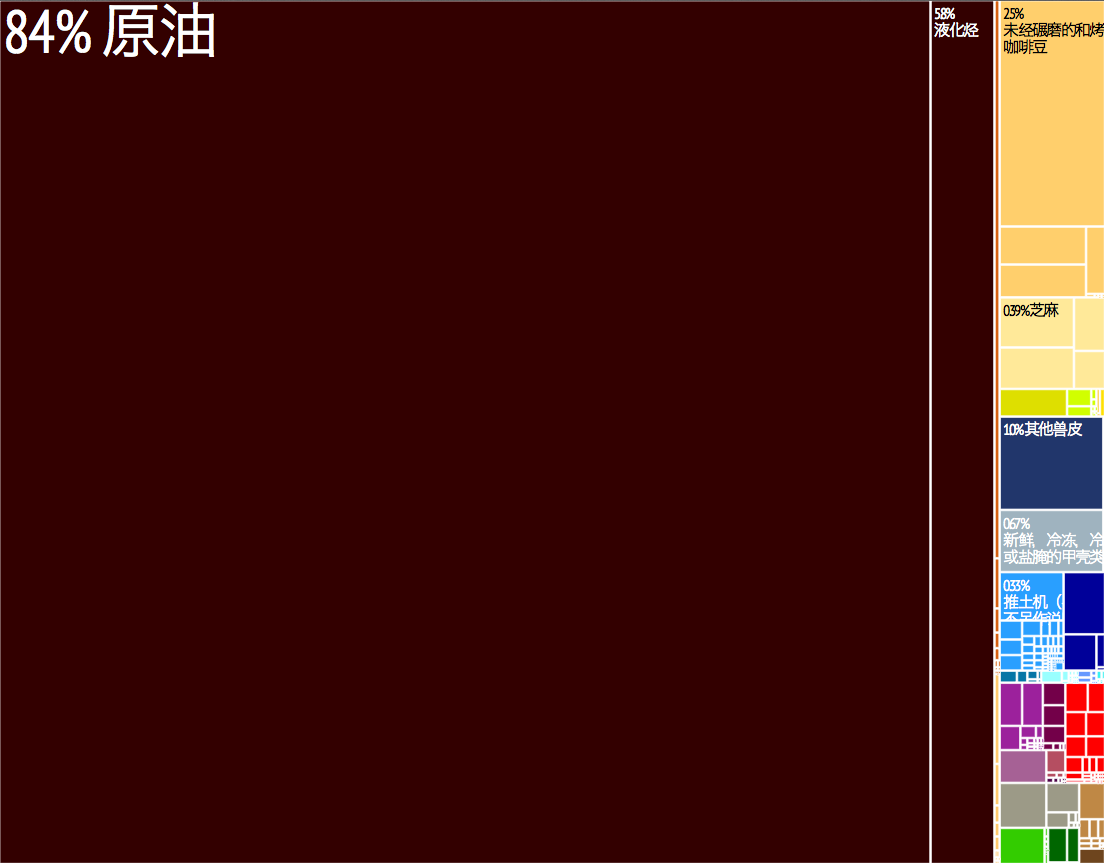
颜色分类产品出口，每颜色盒代表一类产品。
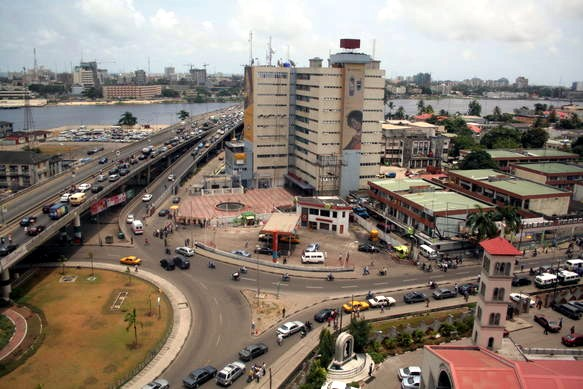
海灣城市拉哥斯一景
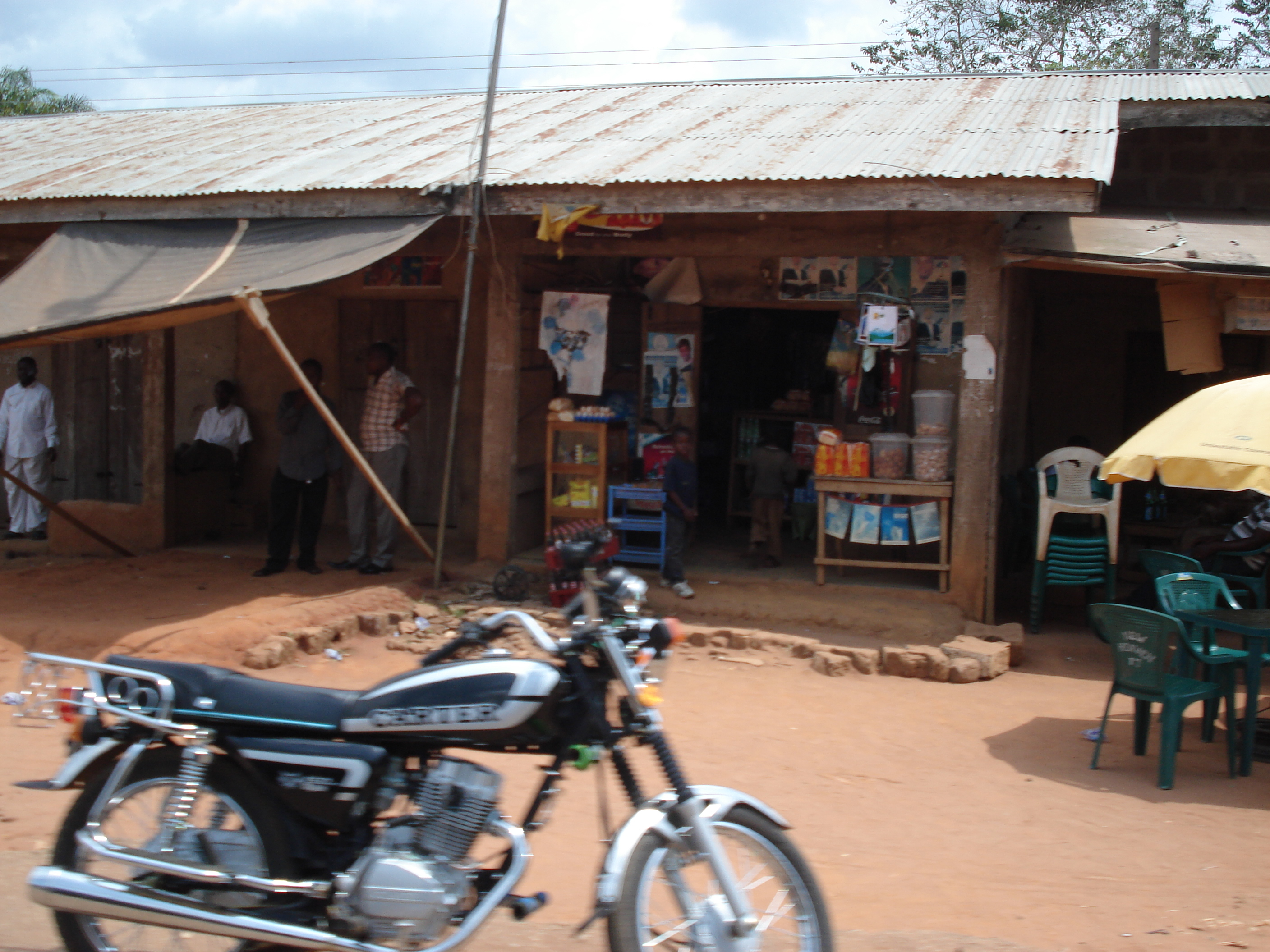
拉哥斯一間雜貨店

农业也是过去赚取外汇的主要行业。尼日利亚在过去一度是世界上最大的落花生、可可和棕榈油出口国以及椰子、柑橘类水果、玉米、御谷、木薯、山药和甘蔗的重要生产国。大约有60%的尼日利亚人从事农业生产，并且该国还有很多未被利用的可耕地。
制造业包括皮革制造和纺织业（集中在Kano,Abeokuta,Onitsha和拉各斯），汽车制造（比如法国汽车制造商标志和英国卡车制造商Bedford，现在是通用汽车的一个子公司），T恤、塑料制造和食品加工业。最近这个国家的国内收入相当可观，使尼日利亚电影(瑙莱坞)在当地和国际上得到了销售，并且在非洲其他国家和部分欧洲地区得到了普遍欢迎。

## 國民生產總值
根據英國經濟學人智庫和世界銀行的統計，尼日利亞的GDP按購買力平價算自2005年的1707億美元到2007年的2926億美元，幾乎翻了1倍。
尼日利亚国家统计局2014年4月6日公布的数据显示，该国2013年的国内生产总值达80.3万亿奈拉（约合5099亿美元），大幅超过了2013年南非3703亿美元的GDP总量，使得尼日利亚首次超越南非成为非洲第一大经济体和世界第二十六大经济体。而近年來，尼日利亚经济总量大幅超过南非，主要有两个原因。尼日利亚和南非两国的经济增速差异较大。国际货币基金组织发布的数据显示，尼日利亚近十年来保持着年均6.8%的经济增速，预计今年将高达7.4%，而南非的经济增速自2009年后就一直徘徊在3%左右。